# Brejani, Bulgaria
Brejani (în bulgară Брежани) este un sat în partea de sud-vest a Bulgariei, în Regiunea Blagoevgrad. Aparține administrativ de comuna Simitli.  La recensământul din 2001 avea o populație de 963 locuitori.

## Demografie
Componența etnică a satului Brejani
     Bulgari (93,03%)
     Romi (1,26%)
     Nicio identificare (5,69%)
     Altele (0%)
La recensământul din 2011, populația satului Brejani era de 790 locuitori. Din punct de vedere etnic, majoritatea locuitorilor (93,03%) erau bulgari, cu o minoritate de romi (1,26%). Pentru 5,69% din locuitori nu este cunoscută apartenența etnică.